# Le Monde illustré (Paris)
Pour les articles homonymes, voir Le Monde illustré.
Ne doit pas être confondu avec Le Monde (journal) ou Le Monde illustré (Montréal).

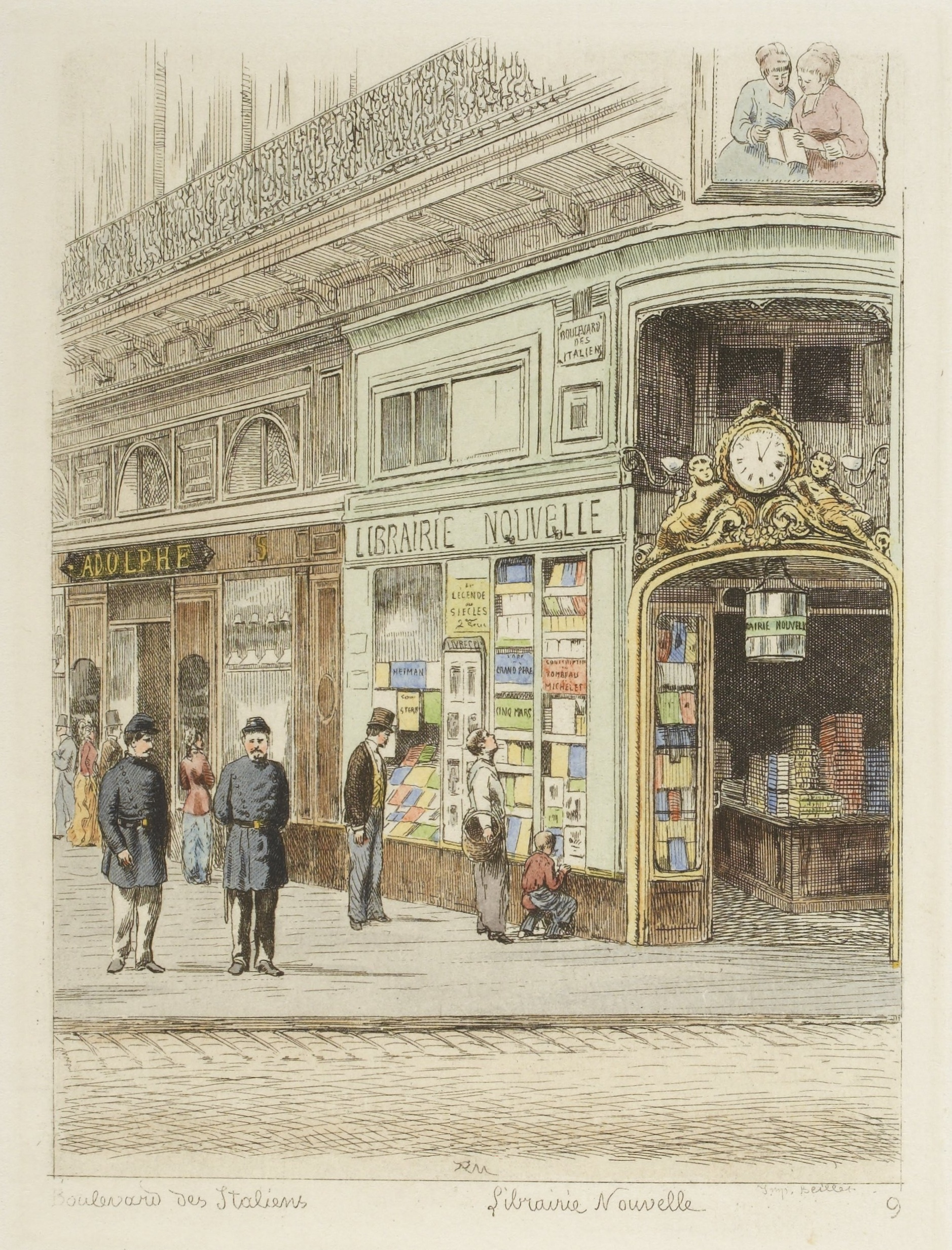
La Librairie Nouvelle au 15, boulevard des Italiens, dans les années 1870.

Le Monde illustré est un hebdomadaire d'actualité français qui a paru de 1857 à 1940 et de 1945 à 1956.

## Histoire du support
Axé sur l'international et les chroniques impériales, magazine prudent voire conservateur à ses débuts, Le Monde illustré. Journal hebdomadaire livre son premier numéro le 18 avril 1857. Le journal est dirigé par Achille Bourdilliat, directeur de la Librairie nouvelle située à Paris au no 15 boulevard des Italiens, qui fait imprimer son journal au 15 rue Bréda tout en se voulant éditeur d'ouvrages. Comprenant 16 pages publiées au format grand folio, vendu 30 centimes, ce périodique alterne textes et illustrations une page sur deux, proposant des gravures pleines pages, voire des doubles pages. Concurrent direct de L'Illustration, il est aussi deux fois moins cher car moins illustré.
Le titre est dessiné et gravé par Hercule Louis Catenacci.
Le Monde illustré est dispensé du droit de timbre, faveur accordée par Napoléon III, ce que l'hebdomadaire lui rendra en étant le fidèle miroir des actes de la cour impériale.
Dans les premiers mois, l'équipe journalistique comporte en son sein des écrivains comme Charles Monselet, Alexandre Dumas, Amédée Achard, Champfleury, Paul Féval, Mary-Lafon, Albert Savarus, Auguste Vitu, mais aussi des femmes de lettres comme George Sand, Louise Colet, Constance Aubert, etc.
Contrairement à certains de ses concurrents qui misent sur l'actualité en images, Le Monde illustré ne met pas en valeur les noms de ses contributeurs artistiques et pour cause : la plupart des images proviennent de gravures anglaises retravaillées. Le frontispice d'origine, gravé par l’Anglais William Frederick Measom, a été redessiné par Catenacci. On note toutefois les contributions de Gustave Janet du voyageur Dieudonné Lancelot, de François Pierdon ou bien encore de l'infatigable Émile Thérond.

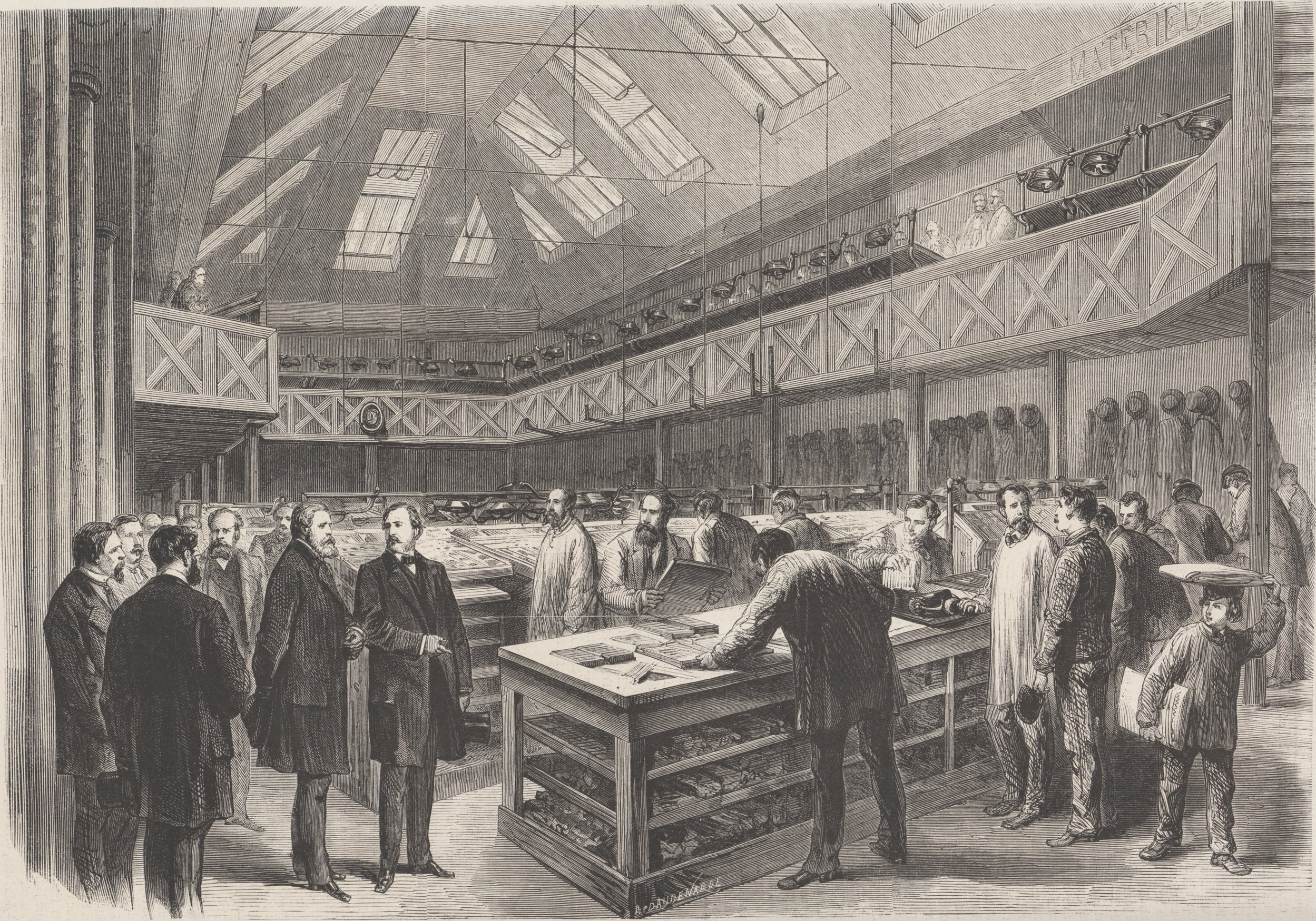
L'Empereur du Brésil, Pierre II (empereur du Brésil), visitant les ateliers du Moniteur universel et du Monde illustré (3 février 1872 en France).

En 1860, l'imprimerie qui fabrique Le Monde illustré est rachetée par Auguste Vallée et en 1861, c'est Charles Yriarte qui prend les commandes tant sur le plan littéraire qu'artistique : il fait alors appel à une kyrielle de dessinateurs et graveurs dont Bayard, Gustave Doré, Bertall, Cham, Honoré Daumier, Louis Morel-Retz dit Stop, Durand-Brager, Frédéric Lix, Charles Maurand, Édouard Riou, Évremond de Bérard, Étienne-Gabriel Bocourt, Émile Bourdelin, Léon Morel-Fatio, Edmond Morin, Gustave Janet, Émile Thérond, Pierre-Eugène Grandsire, Godefroy Durand, Jules Férat, Dieudonné Lancelot, Auguste Victor Deroy, Henri de Montaut, Félix Thorigny, Bertrand, Couchevelle, Moullin, Rouargue, Théodore Valerio, etc. Yriarte commande également des gravures d'après photographies et lance une politique de primes aux abonnés axée sur des gravures offertes à un prix « bon marché », visant directement son concurrent L'Univers illustré, lancé en 1858, vendu 25 centimes et accusé de brader ses illustrations. L'année suivante, Bourdilliat revend à l'éditeur Michel Lévy ses parts, mais ce dernier ne reste pas longtemps propriétaire du journal. Parmi les romans et nouvelles en feuilleton, on note la première publication du Joueur d'échecs de Maelzel d'Edgar Poe traduit par Charles Baudelaire (juillet 1862).

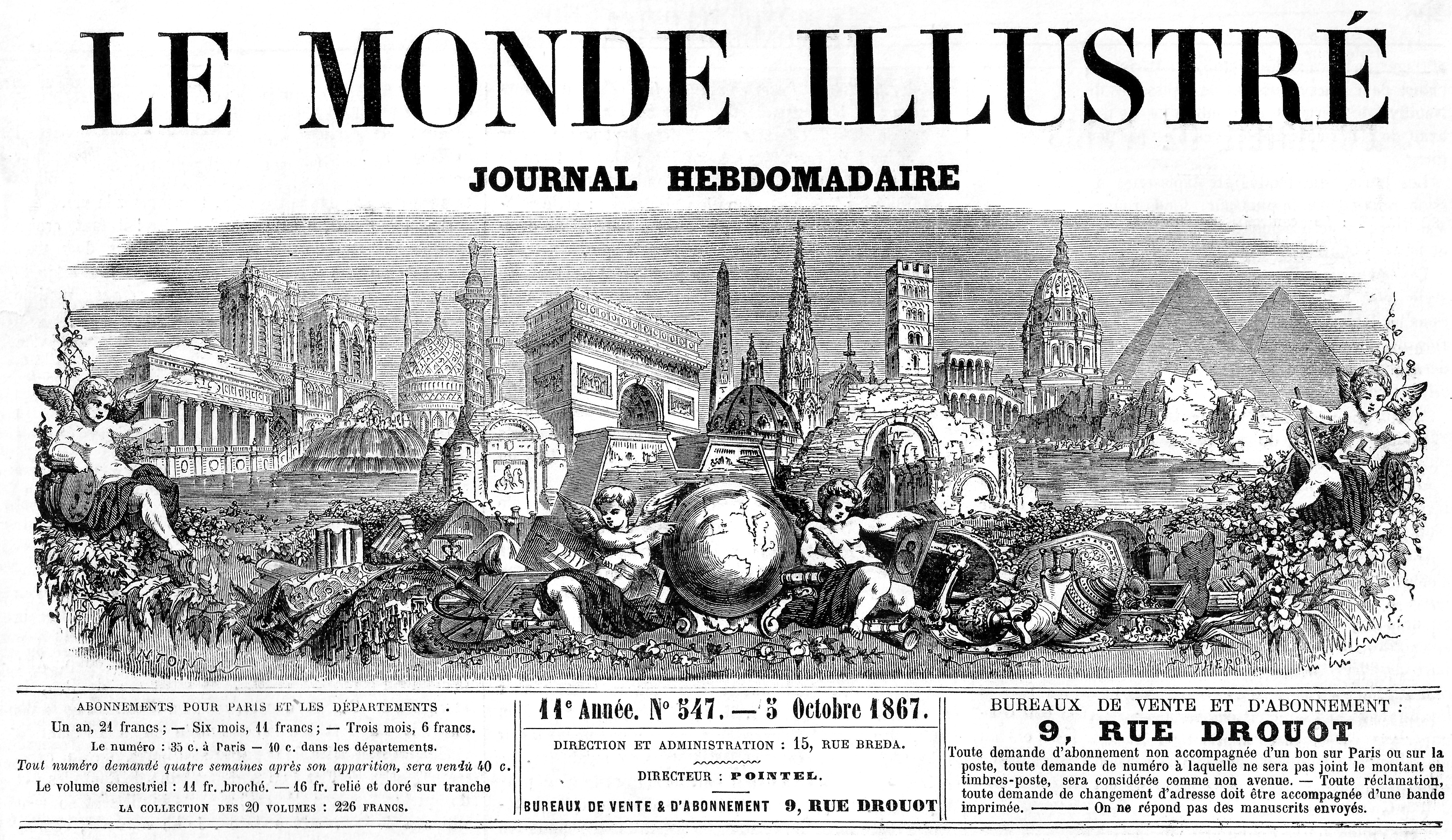
Le bandeau du journal en 1867, redessiné par Émile Thérond et gravé par Henry Duff Linton.

Fin 1866, alors que le tirage est de 33 000 exemplaires, c'est l'éditeur-libraire juridique Paul Dalloz (1829-1887), neveu d'Ernest Panckoucke, qui reprend la direction du journal domicilié désormais au 9 rue Drouot, pour en faire quelques années plus tard l'une des composantes de son groupe de presse, comprenant entre autres Le Moniteur universel qui disparaît en 1869 et La Presse illustrée qui avait été lancée par Bourdilliat. Au moment où l'empire vacille, Dalloz affiche ouvertement son opposition à Napoléon III. Il est à noter que Bourdilliat est mentionné comme administrateur du Monde illustré qui prend désormais son siège au 13 quai Voltaire. Pendant quelques années, les périodiques s'échangent de l'information et des illustrations, et il n'est pas rare d'y retrouver les mêmes contributeurs. En septembre 1874, la une de l'hebdomadaire évolue, et choisit une illustration plein cadre, se mettant directement en concurrence avec L'Illustration. Les premières photographies sont reproduites courant 1888, tandis qu'Édouard Hubert, ancien secrétaire, devient directeur à la mort de Dalloz.
En janvier 1892, Édouard Desfossés (1848-1923), le frère cadet de Victor Antoine, également banquier, rachète Le Monde illustré, le prix passe à 50 centimes, et il fait sa une sur Guy de Maupassant, qui était un ami de son frère. Pour sa livraison du 21 décembre 1895, il affiche en première page un « bonhomme Noël » en quadrichromie, formule qu'il poursuit les années suivantes.
En 1900, l'hebdomadaire s'ouvre à l'Art nouveau et propose des suppléments hors-série (Exposition universelle de 1900, Salon des artistes français, etc.), où la couleur est très présente. Toujours propriétaire, Édouard Desfossés passe ensuite la main à Henry Dupuy-Mazuel et Jean-José Frappa, qui s'entourent d'une véritable rédaction placée sous la direction d'Alfred-Jousselin. Le secrétariat général est confié un temps à Robert Desfossés, le fils d’Édouard.
Durant la Première Guerre mondiale, bien qu'inféodé aux exigences de l'armée, Lucien Métivet est chargé de réaliser des caricatures intitulées « revue comique », rubrique reprise ensuite par Jehan Testevuide.
En janvier 1921, Le Monde illustré se qualifie d'« hebdomadaire universel » et de « revue française et du foyer » ; le prix de vente passe, inflation oblige, de 70 centimes en 1916 à 2,50 francs en 1931 et comporte désormais 6 pages d'annonces publicitaires sur 42 pages en tout. Depuis 1914, la photographie illustrative est omniprésente.
Pierre Mortier devient directeur de la rédaction au début des années 1930, laquelle migre rue du Faubourg-Montmartre puis avenue de Friedland.
L’hebdomadaire fusionne le 22 janvier 1938 avec Le Miroir du monde, créé en mars 1930, pour devenir Le Monde illustré / Miroir du monde. Après le départ de Mortier, le déménagement de la rédaction rue Pelletier et le retour du titre originel Le Monde illustré, la parution est suspendue le 8 juin 1940 pour reprendre le 22 février 1945 dans une maquette photo noir et blanc pleine page cernée de rouge, très inspirée des hebdomadaires américains comme Life. Le 5 mai 1945, l’hebdomadaire fait sa une avec une image du camp de Bergen-Belsen libéré.
Le magazine fusionne à nouveau en décembre 1948 avec France-Illustration pour devenir France-Illustration / Le Monde illustré : les deux concurrents historiques ne font désormais plus qu'un, L'Illustration ayant été frappée d'interdiction pour faits de collaboration.
En 1956, le titre disparait définitivement en fusionnant avec le magazine Nouveau Fémina rebaptisé Femina-Illustration et racheté par Réalités qui lui-même fusionnera avec Le Spectacle du monde en 1978.

## Suppléments
Il eut comme suppléments, entre autres,  La Femme et le Monde (1901-1902) et Le Monde illustré théâtral et littéraire devenu France-Illustration / Le Monde illustré, supplément littéraire et théâtral (1947-1955).

## Propriétaires et directeurs
- Achille Bourdilliat
- Charles Yriarte (DA)
- Michel Lévy
- Edmond Pointel (de 1858 à 1869)[1]
- Paul Dalloz
- Édouard Hubert
- Edmond Desfossés
- Henry Dupuy-Mazuel et Jean-José Frappa
- Pierre Mortier
- Georges Oudard (1948)
- Vincent Delpuech

## Contributeurs et correspondants notoires
- Clément-Auguste Andrieux
- Ernest Bouard
- Albert Duvivier
- Auguste Gérardin
- Octave Jahyer
- Auguste Lançon
- Charles Leduc
- Pierre Loti
- Adrien Marie
- Martin Van Maele (Maurice Martin)
- Alice Martin de Voos
- Charles Morel
- Edmond Morin
- Léonce Petit
- Jules-Jacques Puyplat
- Charles-Théodore Sauvageot
- Stanislaw Rejchan
- André Slomszynski
- Jean Nicolas Truchelut
- Alfredo Vaccari
- Pierre Véron
- Édouard Yrondy

## Quelques gravures et unes

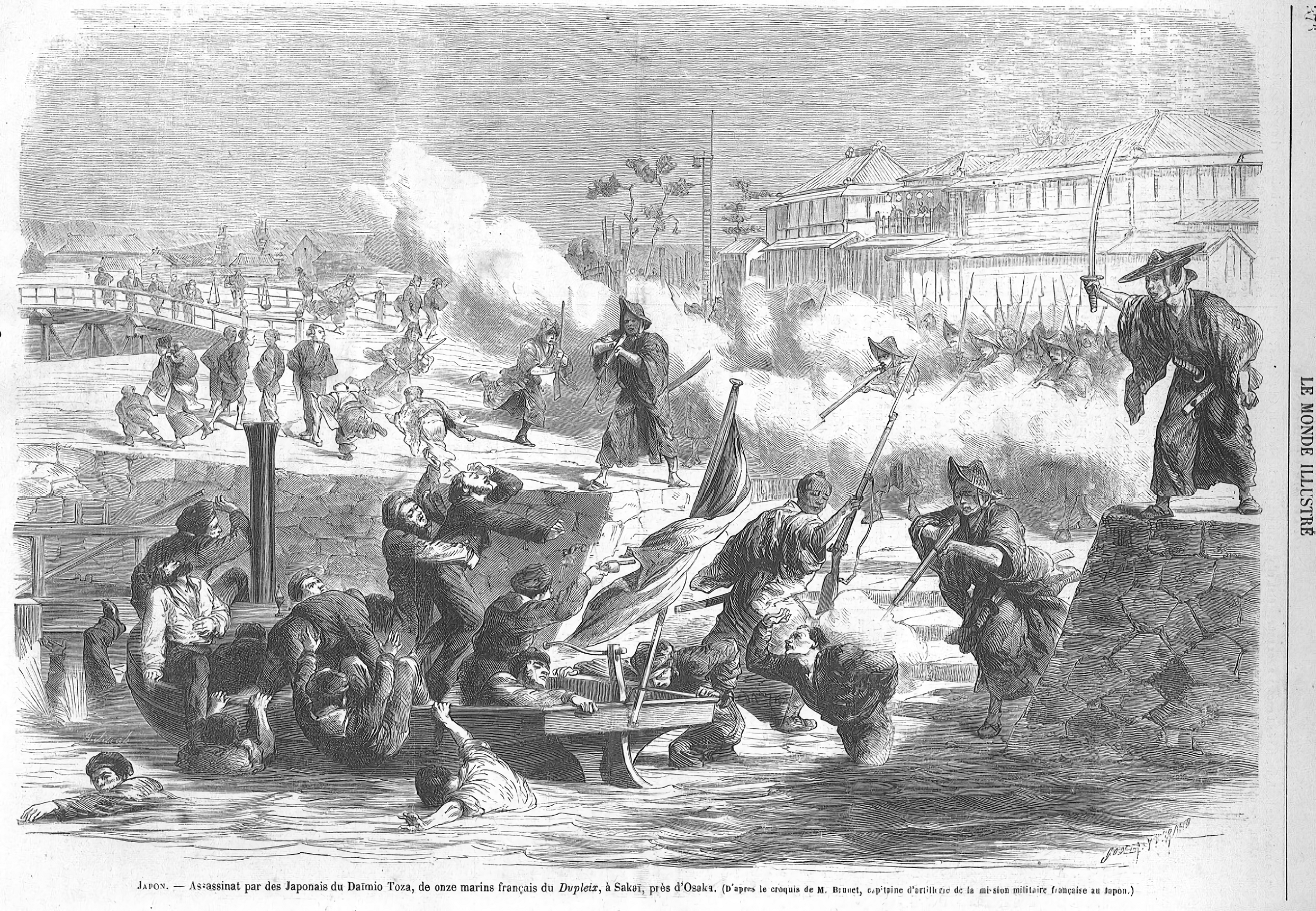
Incident de Sakai (1868)
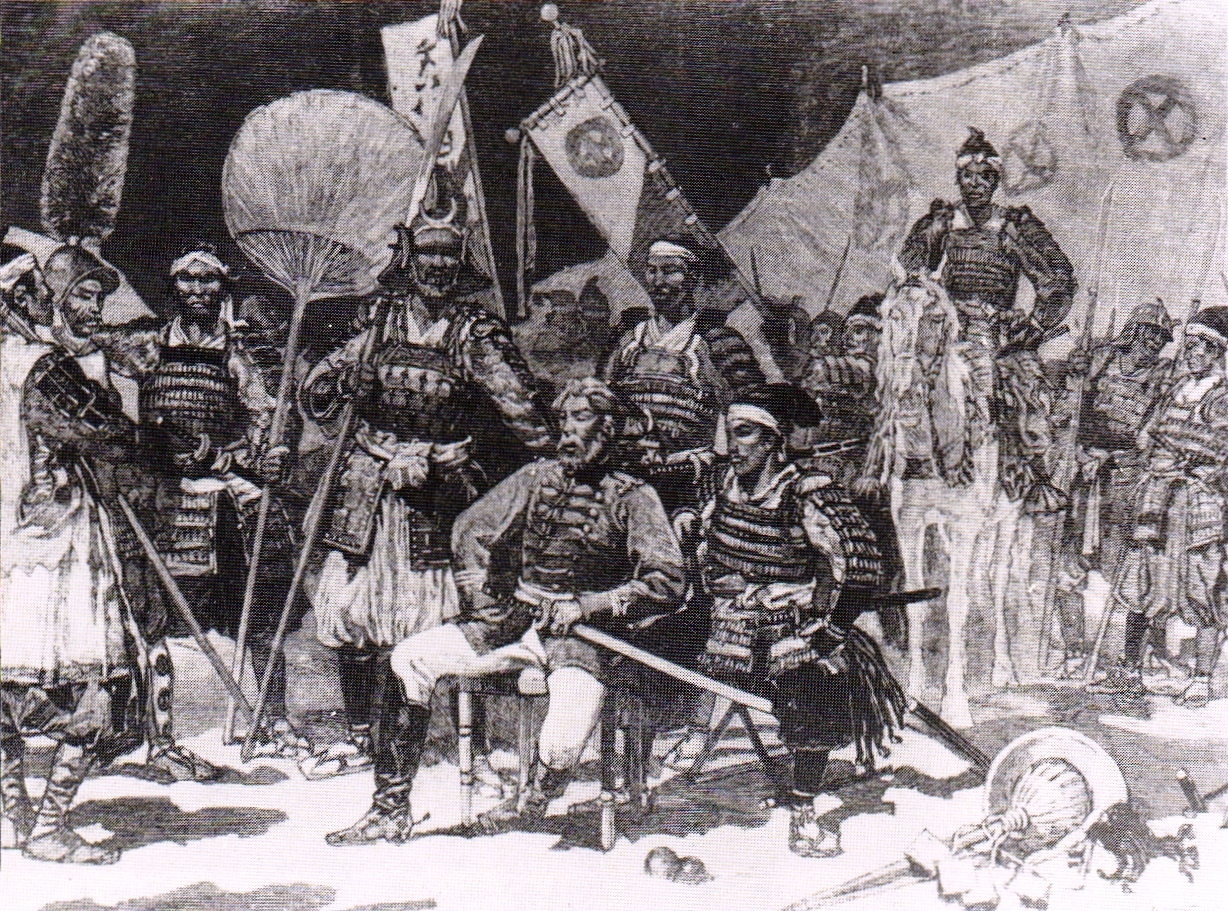
Takamori Saigō et ses officiers à la rébellion de Satsuma (1877)
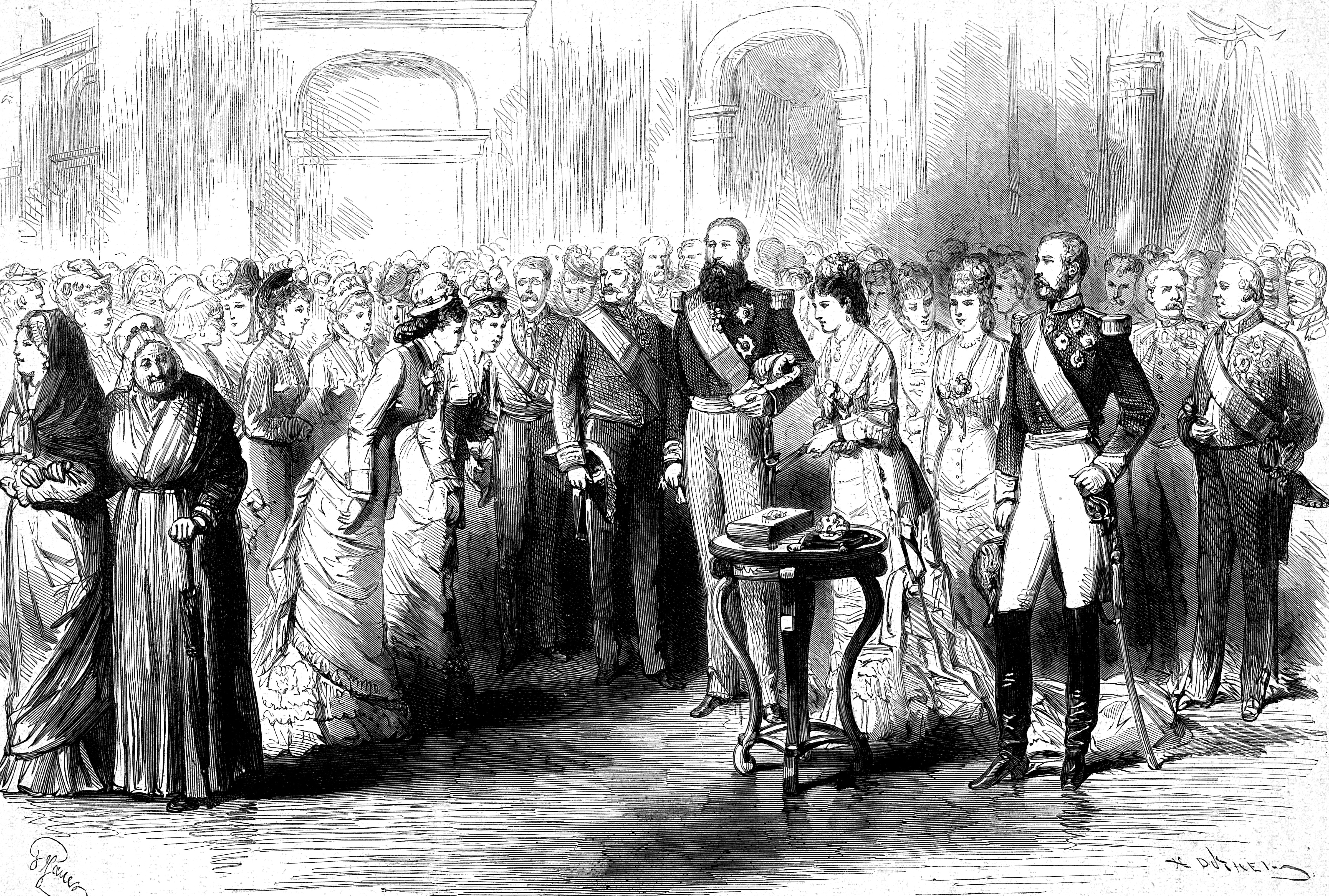
Noces d'argent du roi Léopold II et de la reine Marie-Henriette (1878)
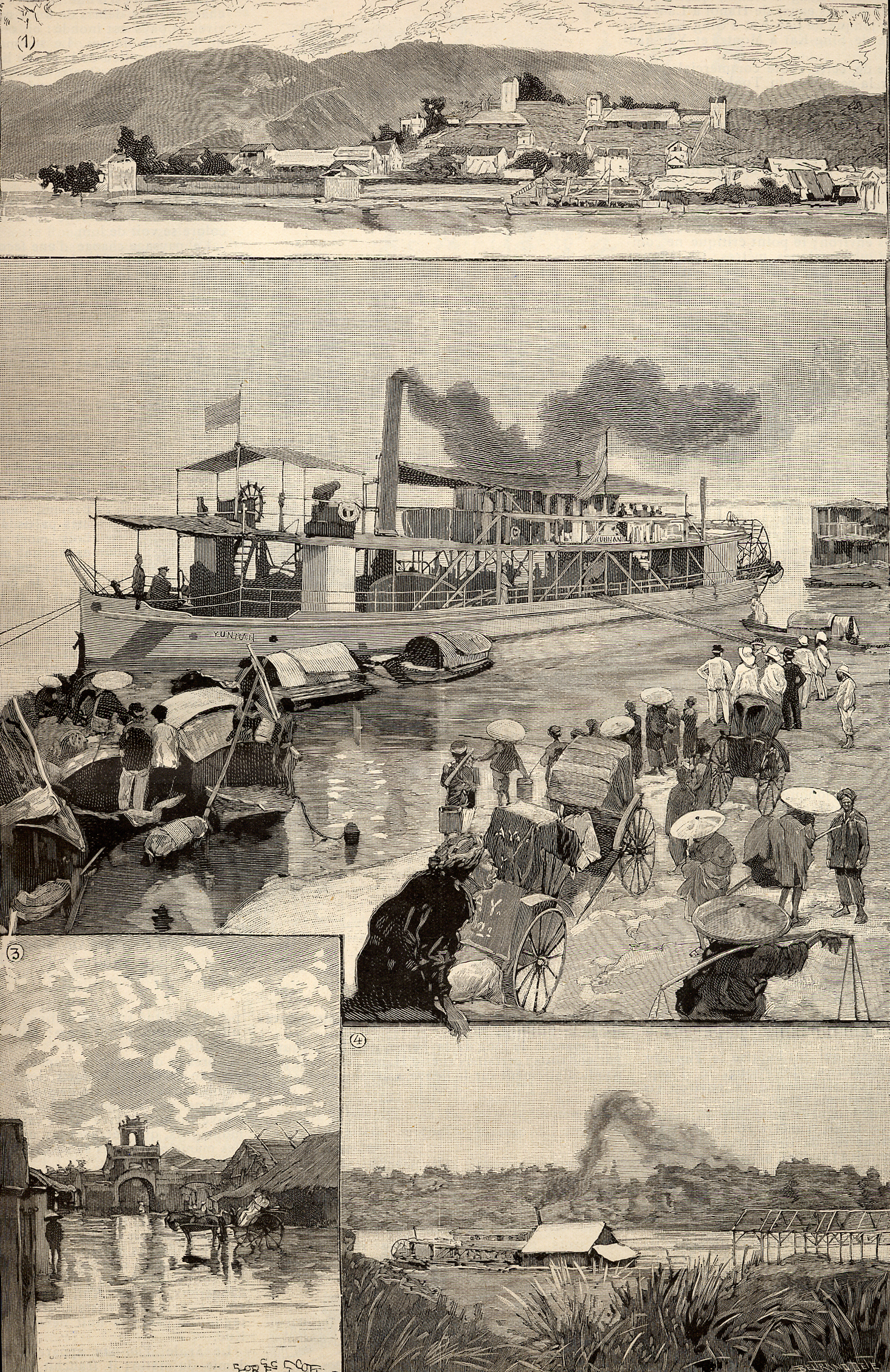
Les colonies françaises (1891)
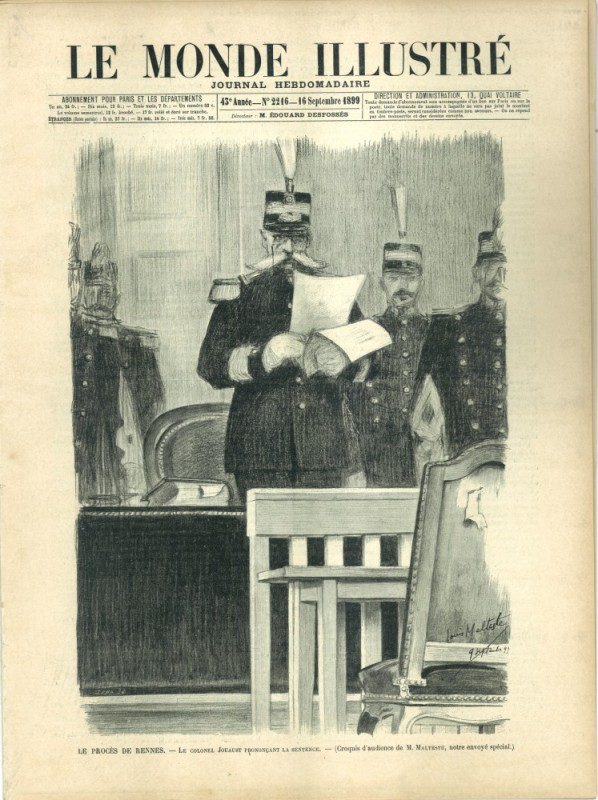
Le procès de Rennes (Affaire Dreyfus, 14 septembre 1898)